# Drinking Buddies
Drinking Buddies es una película de comedia estadounidense escrita y dirigida por Joe Swanberg y protagonizada por Olivia Wilde, Jake Johnson, Anna Kendrick y Ron Livingston. La película trata sobre dos compañeros de trabajo en una cervecería artesanal en Chicago y su lucha en contra de los sentimientos que tienen el uno por el otro, pese a que ambos están en relaciones con otras personas.
El filme fue estrenado en el festival de cine South by Southwest, además de haber sido presentado en el Festival de Cine de Maryland de 2013.

## Trama
Kate (Olivia Wilde) y Luke (Jake Johnson) son compañeros de trabajo en una cervecería artesanal en Chicago, en donde pasan sus días bebiendo y coqueteando. Son perfectos el uno para el otro, con la excepción de que ambos están en relaciones con otras personas: Kate está con Chris (Ron Livingston), y Luke está con Jill (Anna Kendrick). Jill quiere saber si Luke está listo para hablar de matrimonio. La respuesta a esta pregunta se vuelve clara como el agua cuando Luke y Kate se quedan solos por un fin de semana.

## Reparto
- Olivia Wilde como Kate.
- Anna Kendrick como Jill.
- Jake Johnson como Luke.
- Ron Livingston como Chris.
- Ti West como Dave.
- Jason Sudeikis como Gene Dentler.

## Producción
La idea de filmar la película en una cervecería artesanal surgió cuatro años después de que al director Joe Swanberg le regalaran un equipo para fabricar cerveza en casa. Swanberg no les entregó ningún guion a los actores para que así pudieran improvisar: estos solo recibieron una idea general que incluía los puntos más importantes de la trama, y cada día se les decía lo que debía suceder en las escenas. Swanberg dijo: «Sabiendo que la estructura ya estaba bien establecida, se trataba simplemente de dejar que los actores se apoderen de sus personajes, y que jueguen un rol importante en la elección de la ropa que utilizaban y en como se relacionaban entre sí». También añadió que «la improvisación se utilizó más que nada para hacer el cuerpo de la película más complicado y menos predecible de lo que normalmente es una comedia romántica». La película termina con un final abierto: «Sabiendo la incertidumbre que caracteriza al mundo, me cuesta mucho darle un final cierto y definitivo a una película. Creo que estoy dando la impresión de que existe una resolución sin fundamentarla, o sin restregártela por la cara».
El rodaje se llevó a cabo en Chicago, Illinois, el mes de julio de 2012. La película se rodó en una cervecería artesanal real, llamada Revolution.

## Recepción
Drinking Buddies ha sido bien recibida por la crítica. El filme tiene una nota de aprobación de 80% "fresco" en el sitio, Rotten Tomatoes, basada en 74 reseñas. En Metacritic, la película cuenta con una calificación de 71 sobre 100, basada en 28 reseñas. A.O. Scott del New York Times resaltó que "la cámara del Sr. Swanberg teje sobre los cuerpos en descanso, en el trabajo y en el bar sin ningún apuro en especial, y su guion captura el lenguaje de hombres y mujeres que son igualmente propensos a gastar palabras y decir muy poco. Pero la monotonía de sus vidas es amoldada y dirigida por el talento del reparto y la precisión de los ojos, oídos e instintos de edición del director."